# 日本導盲犬協會
公益財團法人日本導盲犬協會（日语：／）成立於1967年，是日本第一個也是規模最大的導盲犬組織。
1967年經厚生省批准正式成立。2004年設立日本導盲犬協會附設導盲犬訓練師培訓學校，2006年設立「盲導犬の里 富士ハーネス」。2017年慶祝成立50周年。

## 獲獎
- 2018年獲頒吉川英治文化獎（日语：吉川英治文化賞）[4]。

## 外部連結
- 官方网站（日語）
- 日本導盲犬協會的Facebook專頁
- 日本導盲犬協會的X（前Twitter）